# Thomaskirche (Schulensee)

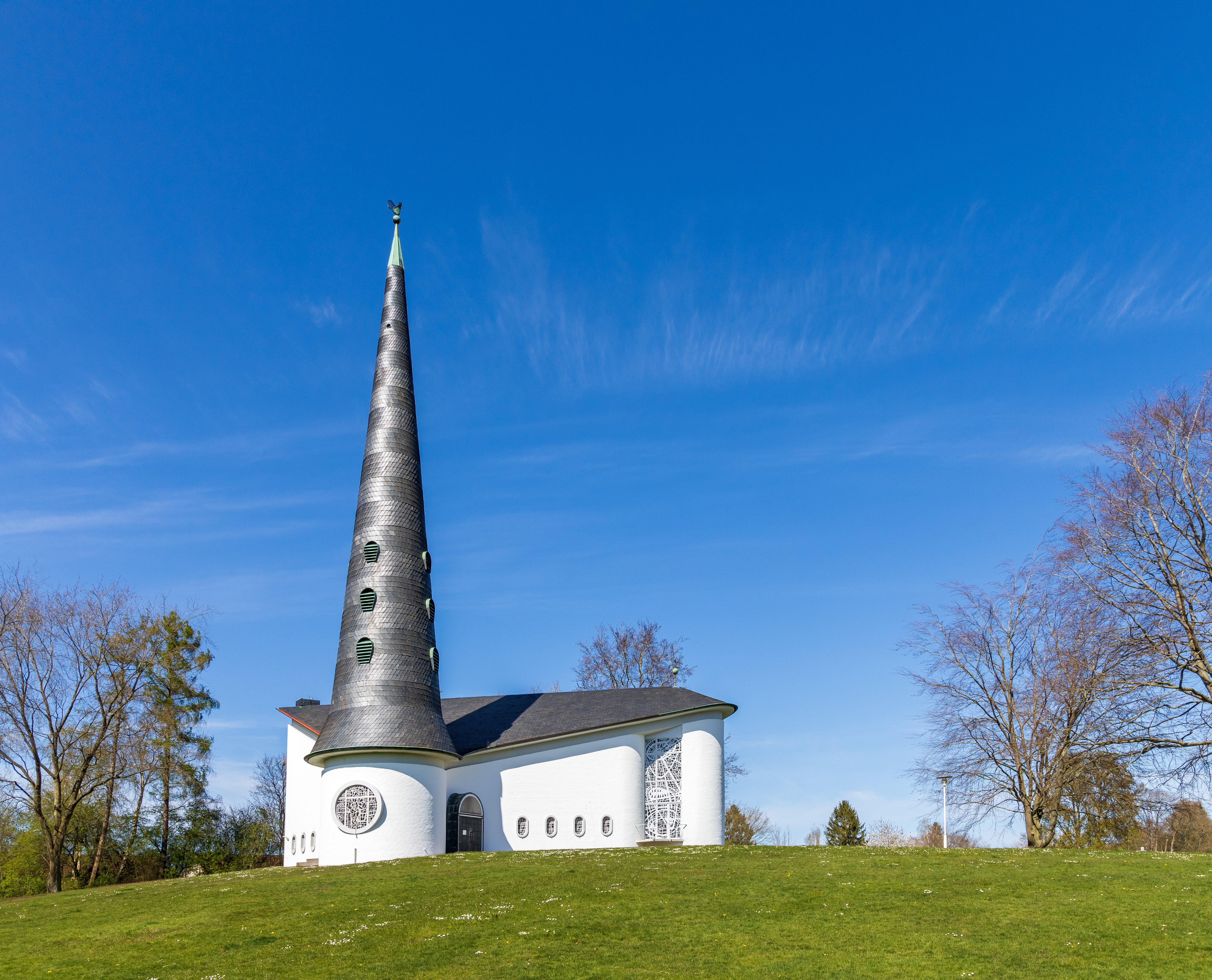
Die Thomaskirche

Die denkmalgeschützte Thomaskirche in Schulensee, einem Ortsteil von Molfsee nahe der Landeshauptstadt Kiel, ist eine evangelische Kirche und das Wahrzeichen des Ortes.

## Geschichte

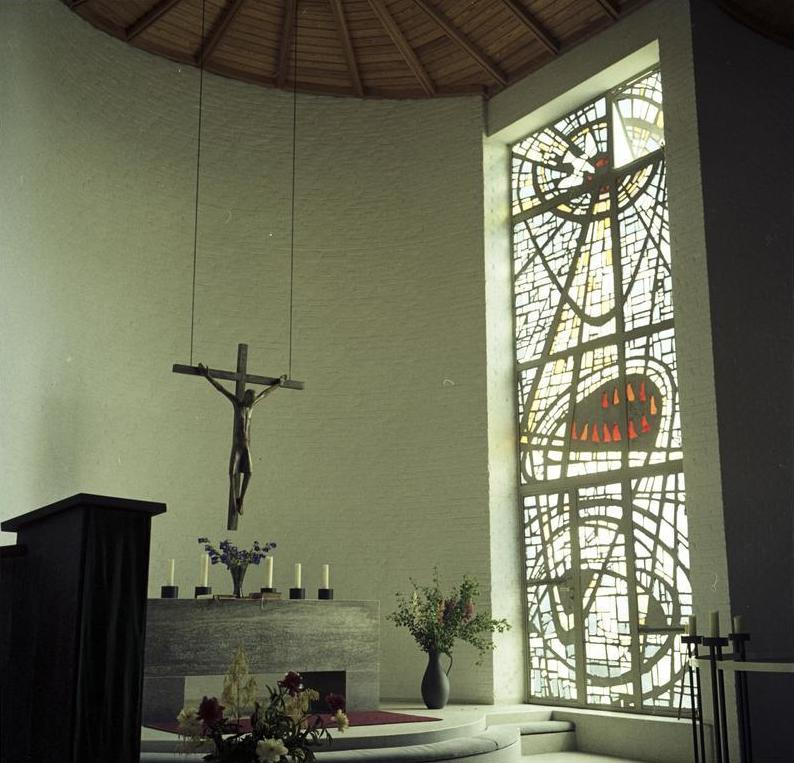
Altar der Thomaskirche mit Pfingstfenster, 1961

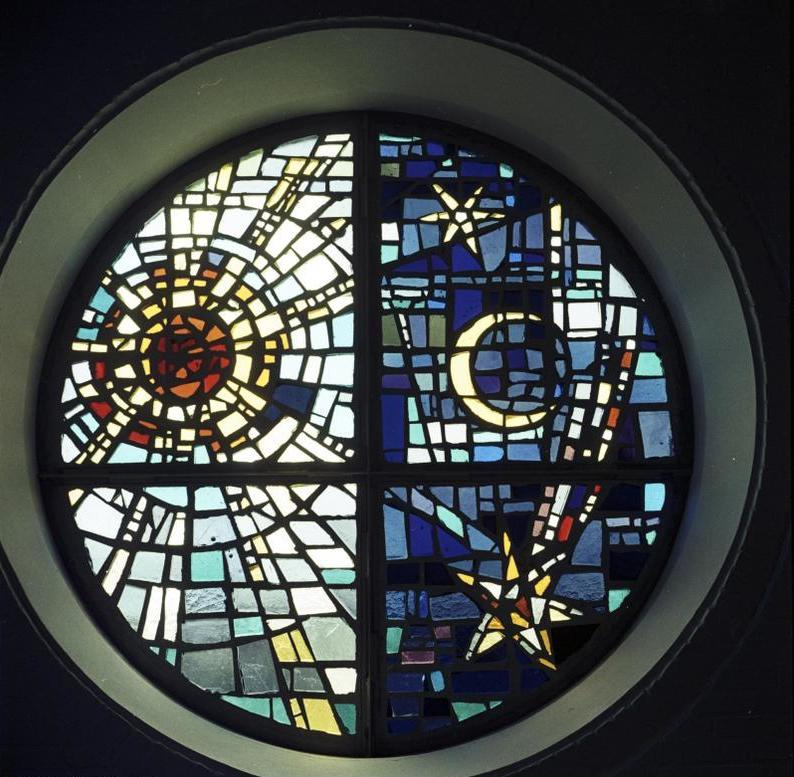
Eins der sieben Schöpfungsfenster von Siegfried Assmann

Nach dem Zweiten Weltkrieg war die Zahl der Einwohner der nördlichen Molfseer Ortsteile Schulensee und Rammsee stark angestiegen. Bis in die 1950er Jahre dienten verschiedene Räumlichkeiten auf dem Gelände des ehemaligen Gutes Schulenhof als behelfsmäßige Kirch- und Gemeinderäume. Der weitere Anstieg der Einwohnerzahl machte aber den Bau einer eigenen Kirche zu einer zwingenden Notwendigkeit. Man entschied sich, eine neue Kirche auf einem Hügel westlich der Hamburger Landstraße im Ortsteil Schulensee zu bauen.
Nach der Grundsteinlegung am 31. August 1957 wurde die Kirche am 13. Dezember 1959 durch Bischof Wilhelm Halfmann geweiht. Gleichzeitig mit der Kirche war das westlich daneben liegende Pfarrhaus erbaut worden und 1963 kamen das an der östlichen Seite des Kirchhügels liegende Gemeindehaus (1990 erweitert) und Mitarbeiterwohnungen hinzu. 1969 wurde der erste Bauabschnitt des etwa einen Kilometer entfernt liegenden Friedhofs Osterfeld in Rammsee eingeweiht. Bis dahin wurde von der Thomasgemeinde weiterhin der Flintbeker Friedhof genutzt.
Zunächst stellte der zur Thomaskirche gehörende nördliche Teil der Kirchengemeinde Flintbek einen Pfarrbezirk der Kirchengemeinde Flintbek dar. Erst 1967 wurde dann die formelle Teilung der Gemeinden vollzogen, durch welche die Schulenseer Gemeinde zur eigenständigen Kirchengemeinde wurde.

## Architektur und Ausstattung
Die Thomaskirche gilt als eines der gelungensten Beispiele modernen Sakralbaus, in dem traditionelle und zeitgenössische Elemente in harmonischer Weise miteinander verbunden worden sind. In der Formgebung hat der Architekt Otto Andersen (1924–1981) den Bau einem Schiff nachempfunden. Der Grundriss ist aus einem Rhombus entwickelt und der Bau besitzt fast keine rechten Winkel oder Waagerechten. Lediglich die hinterste Ecke des Gebäudes ist rechtwinklig ausgeführt, und dass der Dachfirst waagerecht ist, fällt erst bei genauerer Betrachtung auf.
Mit ihren weißen Wänden, dem schwarzen, strukturierten Schieferdach und dem darüber 20 Meter hoch aufragenden kegelförmigen Turmhelm steht die Kirche auf der Kuppe eines eiszeitlichen Moränenhügels. Der Weg zum Kirchenportal führt im weiten Bogen hinauf. Der Besucher betritt die Kirche durch das Portal neben dem Turm und wird zunächst ohne Blick auf den Altar durch einen langgezogenen Vorraum geführt. Erst nach einer 90°-Wendung fällt der Blick dann zunächst auf die Reihe der Schöpfungsfenster und schließlich durch das Kirchenschiff in den Altarraum.
Das Innere der Kirche ist wie die Außenwände weiß gehalten. Lediglich die holzgetäfelte Decke hebt sich davon ab und nimmt mit ihrer Struktur die Idee des Schutz bietenden Schiffsdecks auf.

### Fenster
Die Gestaltung der Fenster aus Dallglas erfolgte durch Siegfried Assmann. Die Kirche besitzt im Altarraum ein vom Boden bis zur Decke reichendes Fenster, das symbolisch das Pfingstgeschehen, die Ausgießung des heiligen Geistes (Apg 2 ), darstellt. An der Nordwest- und Nordostwand nimmt eine in der Höhe gestaffelte Reihe von sieben runden Fenstern als Bullaugen den Schiffsgedanken auf. Sie befassen sich thematisch mit den sieben Schöpfungstagen (1 Mos 1 ). Ein weiteres Rundfenster befindet sich in der Sakristei am Fuß des Kirchturms. Es zeigt die Thomasszene (Joh 20,24–29 ), die für Kirche und Gemeinde namensgebend ist.
Eine Reihe von kleinen ovalen Ornamentfenstern befindet sich jeweils an der Südost- und Südwestwand der Kirche.

### Altarraum und Taufe
Der Altarraum ist durch mehrere Stufen gegenüber dem Kirchenschiff erhöht. Kanzel, Altartisch und der seitlich vor dem Altarraum stehende Taufstein sind aus Muschelkalk gearbeitet.
Das schlichte bronzene Hochkreuz über dem Altar wurde wie die Fenster von Siegfried Assmann geschaffen. Die Christusgestalt trägt weder Dornenkrone noch andere Leidenszeichen. Vielmehr hat er den Tod schon überwunden und kommt der Gemeinde segnend vom Kreuz her entgegen.

### Orgel
Die von Detlef Kleuker in Brackwede bei Bielefeld gebaute 22-registrige Orgel wurde nach ihrer Fertigstellung am 17. September 1961 geweiht. Seit der Kirchweihe am 3. Advent 1959 war bereits das Orgelpositiv bespielbar gewesen. Heute bildet die Kirchenmusik mit dem Thomaschor, den Kinder- und Jugendchören sowie den von einem Förderkreis unterstützten Konzerten einen der Schwerpunkte der Gemeindearbeit.

### Glocken
Im Kirchturm befinden sich auf getrennten Glockenböden hinter den von außen erkennbaren Schallluken drei vom Bochumer Verein gegossene Stahlglocken. Das Geläut besitzt eine Te-Deum-Disposition mit den Schlagtönen fis′ a′ und h′.